# 私府
私府，中国古代的一个官职。在汉朝，私府为詹事下属的职官，负责职掌皇后和太子的家事，主要是财政。